# Ketjen

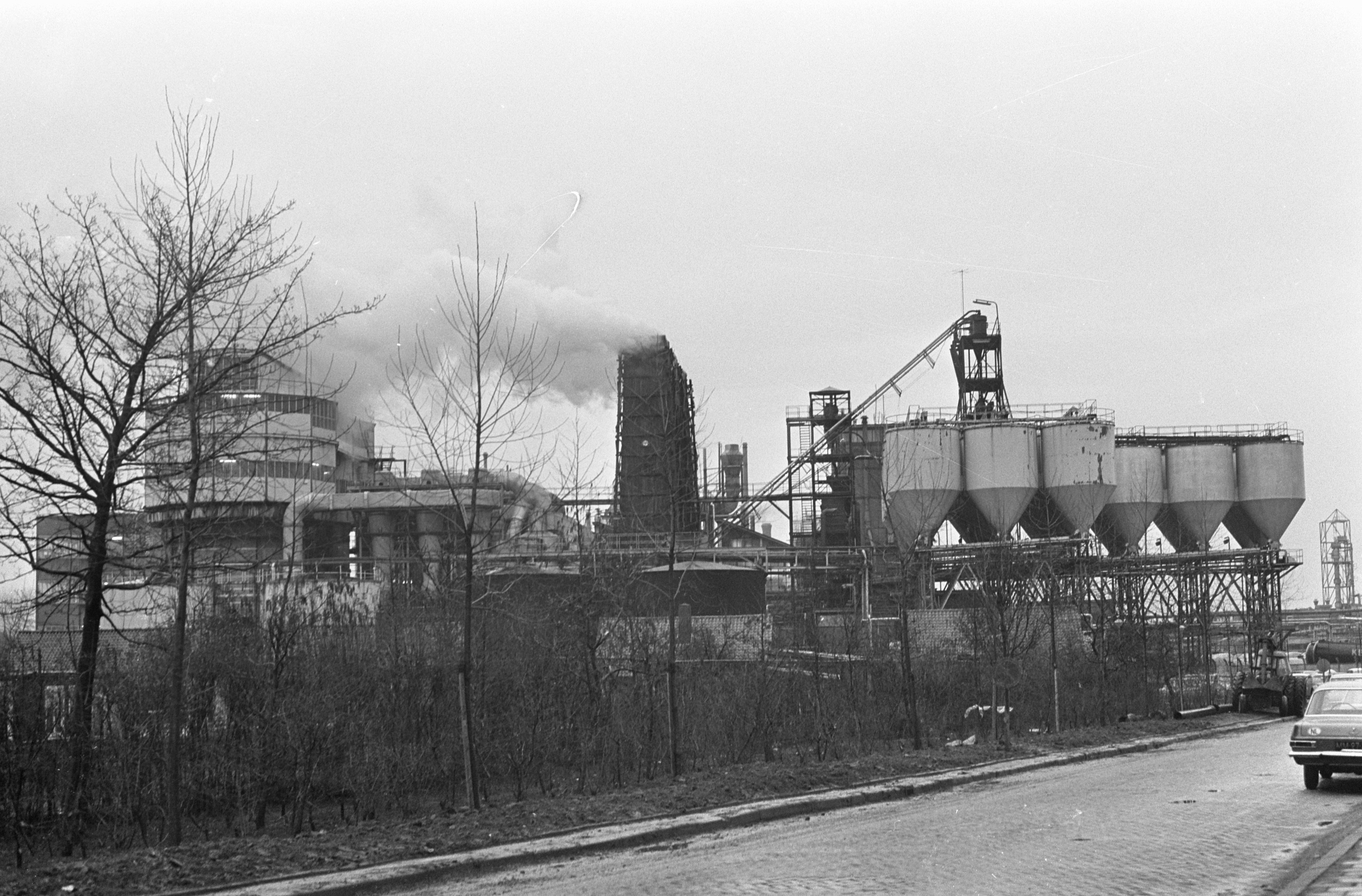
Ketjen-fabriek in 1967

Ketjen is het kenmerkende deel van de naam van een Nederlands chemiebedrijf, opgegaan in AkzoNobel. De naam verwijst naar medeoprichter en later enig firmant Gerhard Tileman Ketjen. De naam wordt nog gebruikt voor een industrieterrein in Amsterdam-Noord. Oorspronkelijk produceerde men vitrioololie ofwel zwavelzuur.
In Frankrijk, België en Duitsland waren begin 19e eeuw al zwavelzuurfabrieken. De Belgische fabrieken leverden aanvankelijk ook aan Nederland. Ketjen was een van de eerste Nederlandse zwavelzuurfabrieken.

## Geschiedenis

### Oprichting

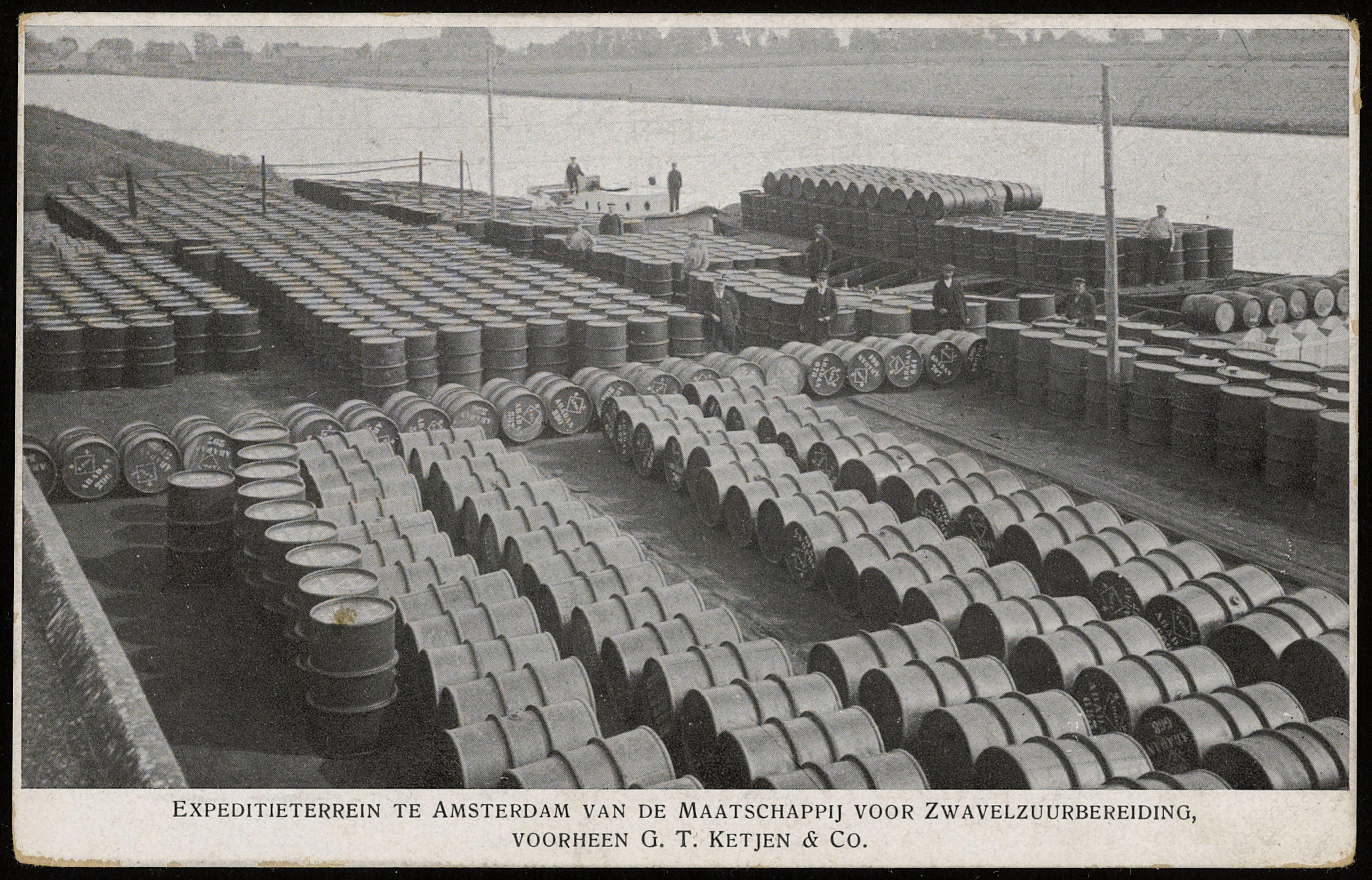
Zwavelzuuropslag bij Ketjen rond 1900

De oprichting van het bedrijf vond plaats op 1 april 1835 te Amsterdam als 'eener fabryk van vitrioololie'. Initiatiefnemer notaris Bruno Tideman benaderde zijn neef Jacob Jarman voor de technische kennis. Samen haalden ze Gerard Tileman Ketjen er bij voor de commerciële kant van de onderneming. Ketjen was handelaar in drogerijen (drogisterij-artikelen) en verfwaren. De oprichtingsakte werd op 9 april formeel geregistreerd op Texel, waar de vennoten aan land gingen, terwijl ze op weg waren naar Parijs om daar een platina ketel te kopen waarmee zwavelzuur zou kunnen worden ingedampt. De fabriek werd gevestigd in de voormalige kopersmelterij en -pletterij 'De Heus' te Amsterdam.  Op een open terrein, Trapjesschans geheten. Het lag ter plekke van de huidige Marnixstraat tussen de Leidsegracht en de Stadsschouwburg tegenover de Overtoom. Op dit terrein aan de stadsrand stond ook een aantal andere fabriekjes. De fabriek voorzag in een behoefte omdat vanwege de Belgische Revolutie de tot dan toe belangrijkste leverancier van zwavelzuur was weggevallen.
In 1870 werd het nabijgelegen terrein met windmolen 'De Liefde' overgenomen. Deze korenmolen werd afgebroken.
Ten gevolge van stadsuitbreidingen ontstonden steeds ernstiger klachten aangaande de dampen die werden uitgestoten. Reeds in 1856 werd Ketjen verplicht om de schoorsteen te verhogen tot een hoogte van 25 ellen en een doorsnee van 50 Nederlandse duimen. De fabriek moest in 1880 dan ook worden verplaatst naar de Kostverlorenvaart aan het einde van de Overtoom. In 1888 werd het bedrijf omgezet in de 'Maatschappij voor Zwavelzuurbereiding'.

### Concurrenten
Concurrenten waren:
- de 'Nederlandse Chemische Fabriek' uit 1865, eveneens aan de Singelgracht te Amsterdam, die nooit tot ontplooiing is gekomen en na verloop van tijd failliet ging.
- de 'Koninklijke Chemische Fabrieken' uit 1863 te Uithoorn, opgericht door mr. Mouthaan. Dit bedrijf ging failliet in 1890 nadat door ijsgang geen grondstoffen meer konden worden aangevoerd. Het bedrijf werd in 1891 overgenomen door Ketjen en heeft nog bestaan tot 1916. Op het terrein werd in 1922 de 'Teerunie', later CINDU, gevestigd.

### Ontwikkeling

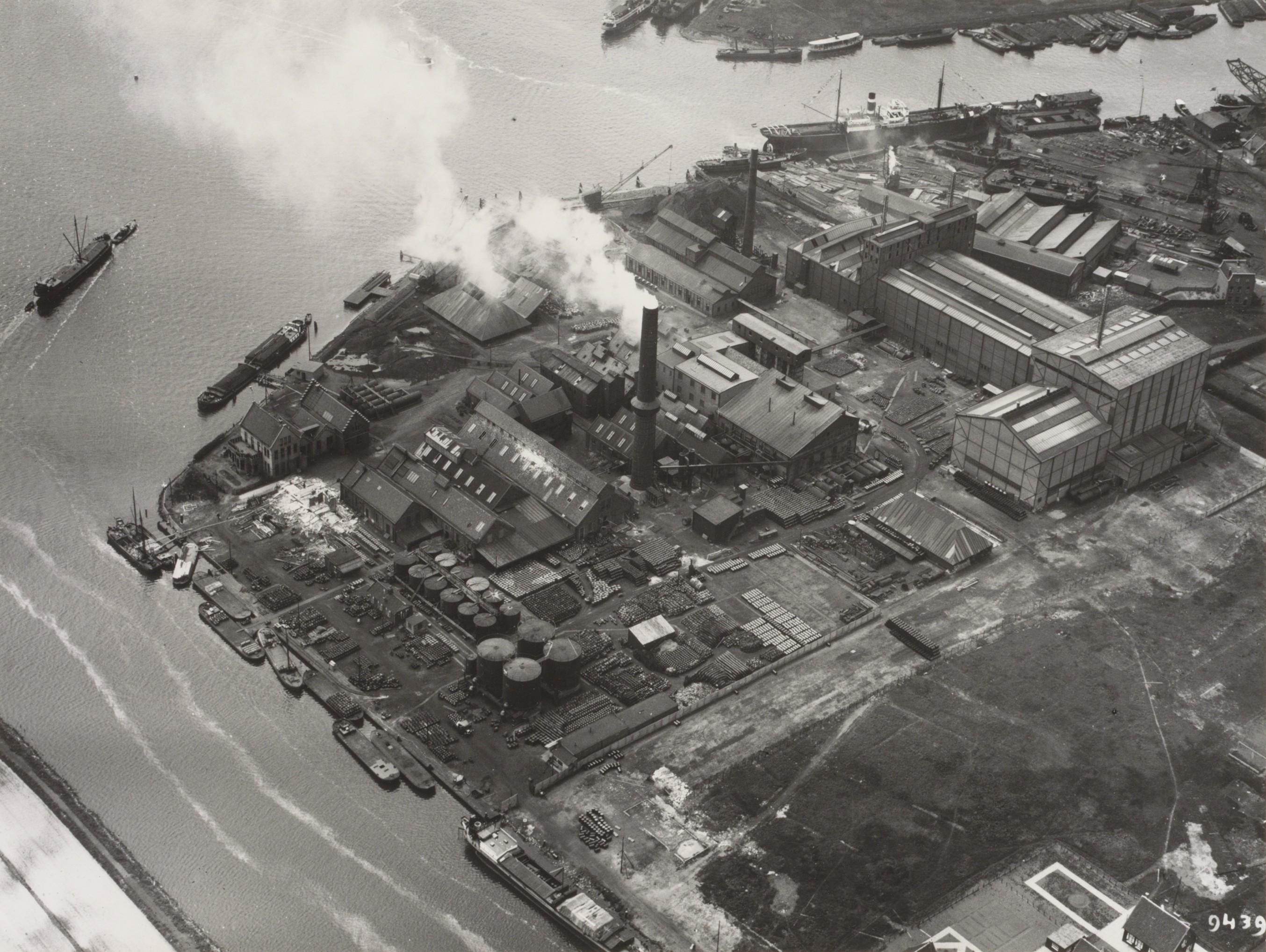
Ketjen vanuit de lucht (1930)

Opnieuw kwamen er milieuklachten. Toen in 1900 een oleumketel leegstroomde en de hele buurt in nevelen was gehuld, moest het bedrijf verhuizen. Amsterdam bood een stuk moerasgrond aan, maar Ketjen wilde liever naar Velsen. Deze gemeente zag daarvan af nadat Amsterdam zeer ongunstige informatie over Ketjen had verbreid.
Aldus bouwde Ketjen in 1900 een zwavelzuurfabriek op de Nieuwendammerham aan de noordzijde van het IJ. Dit was het begin van het industrieterrein Van Hasseltkanaal-Oost, in Amsterdam-Noord beter bekend als Ketjen. Hier konden grote schepen komen, waardoor export mogelijk werd. In 1916 kwam er ook een zoutzuurfabriek. Tijdens de Eerste Wereldoorlog werd veel zuur gebruikt voor de productie van springstoffen. Ook voor de glasfabricage was het zuur onontbeerlijk.
Na een recessie werd in 1929 een nieuwe zwavelzuurfabriek gebouwd, die vooral voor de kunstmestfabriek Mekog in IJmuiden ging produceren (zwavelzure ammoniak).
In 1935 werden twee uitvindingen gedaan die tot nieuwe activiteiten leidden:
- Er werd een procedé ontwikkeld waarbij zaagsel met zwavelzuur bewerkt werd waardoor actieve kool ontstond, dat gebruikt werd als ontkleuringsmiddel in de bietsuikerindustrie. De dochter 'Activit' ging dit produceren.
- Du Saar vond een waterontharder uit, waarmee ketelvoedingswater voor stoomschepen behandeld werd.

In 1937 werd de zwavelzuurfabriek sterk uitgebreid, en werden nieuwe fabrieken gebouwd voor de productie van sulfiet, bisulfiet en kaliumpermanganaat. De laatste werd gebruikt bij de productie van sacharine, een kunstmatige zoetstof. Ook werd chloorsulfonzuur geproduceerd; dit werd toegepast bij de sacharineproductie.
Tijdens de Tweede Wereldoorlog werd het bedrijf zwaar beschadigd: de geallieerden bombardeerden in 1943 de opslag, waarbij veel zwavelzuur vrijkwam. De Duitsers vernielden in 1944 de kranen en transportinstallaties.

### Na de oorlog

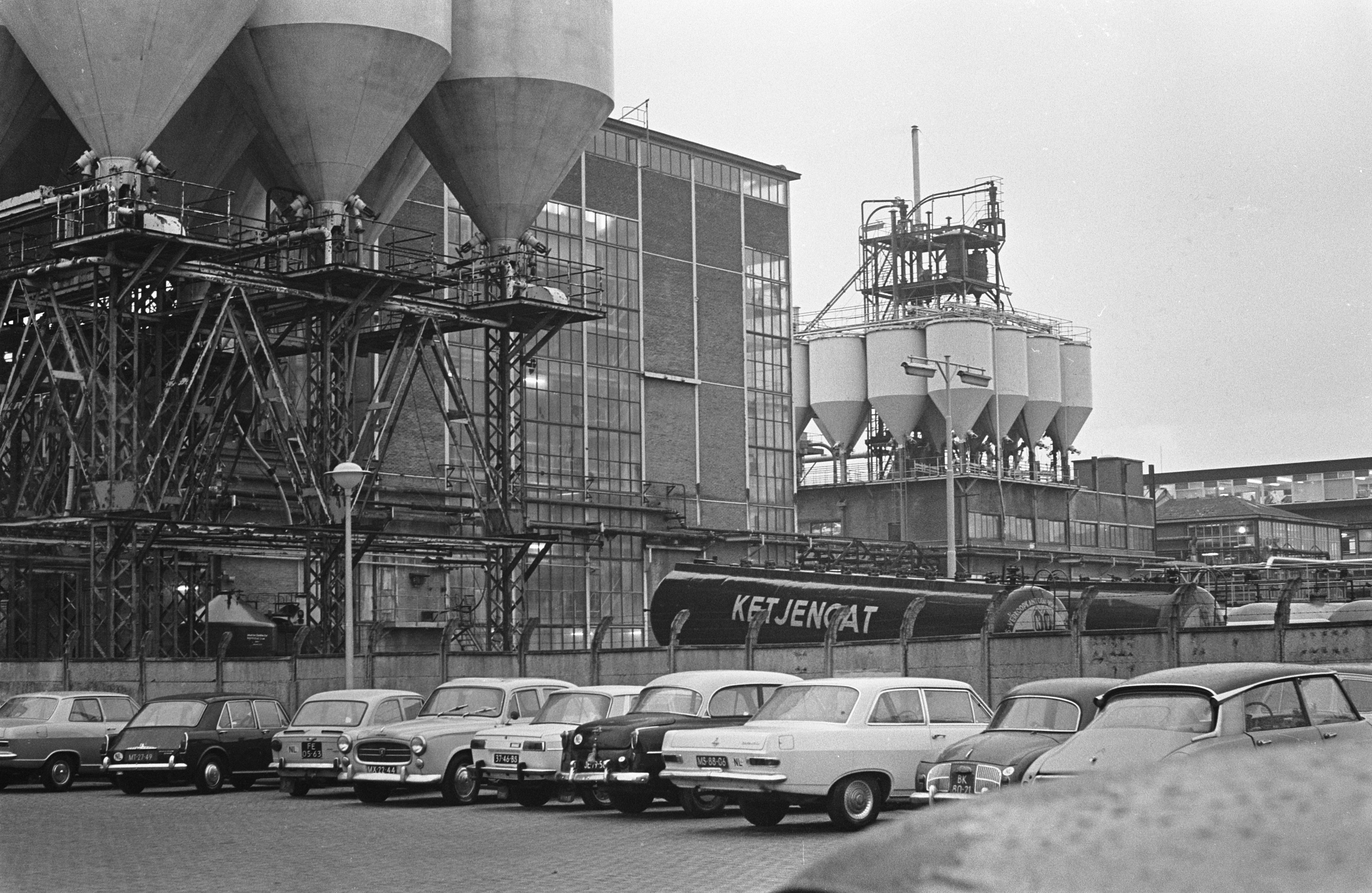
De Ketjen-fabriek in 1967

In oktober 1945 begon de productie weer, en in 1947 werd een fabriek voor zwaveldioxide en een laboratorium gebouwd. In 1953 werd onder Amerikaanse licentie een katalysatorfabriek gebouwd,'Ketjen Catalyst' of 'Cyanamid-Ketjen' geheten. Dit gebeurde in samenwerking met het Amerikaanse bedrijf Cyanamid. De katalysatoren waren bedoeld voor olieraffinaderijen, bijvoorbeeld voor de ontzwaveling van ruwe aardolie (Ketjenfine) en het kraken van koolwaterstoffen (Ketjencat).
In 1959 werd, samen met het Amerikaanse bedrijf Cabot, een roetfabriek voor de autobandenindustrie gebouwd in het Botlekgebied, 'Ketjen Carbon' geheten. Deze produceerde in 1970 meer dan 50 kiloton roet. Later ging deze fabriek verder onder de naam 'Cabot'.
Uit de sacharineproductie kwam de 'Sulfoproductenfabriek' voort. Dit was een fabriek voor complexe organische zwavelverbindingen die tussenproduct zijn voor tal van toepassingen.
In 1960 werden fabrieken gebouwd voor DPP (difenylolpropaan of bisfenol A, grondstof voor epoxyharsen) en DOP (dioctylftalaat, weekmakers voor de plasticindustrie).
Uiteindelijk fuseerde Ketjen in 1962 met Koninklijke Nederlandse Zoutindustrie tot Koninklijke Zout Ketjen, een bedrijf dat door verdere fusies zou uitgroeien tot het AkzoNobel concern.
De werkgelegenheid in de industrie nam geleidelijk af, en het getal van meer dan 1000 medewerkers verminderde gestaag, onder meer door vervroegde uittreding, zoals in 1978.
De zwavelzuurfabrieken werden in 1999 verkocht aan PVS Chemicals, de Belgische dochter van het Amerikaanse PVS Chemicals Inc. Hier werkten nog ongeveer 25 mensen, maar in 2004 ging PVS failliet en nam AkzoNobel de fabrieken weer over.
De katalysatorfabrieken kwamen in 2004 in handen van Albemarle Catalysts Company. Dit bedrijf produceert katalysatoren voor de petrochemische industrie en verricht ook onderzoek naar katalysatoren. Er werken ongeveer 500 mensen in onderzoekslaboratoria en een drietal fabrieken.
De naam Ketjen leek door dit alles verdwenen, maar reeds in de jaren zeventig werd een joint venture bereikt tussen het toenmalige Akzo en het Japanse Sumitomo Metal Mining. Onder de naam Nippon Ketjen produceert ze katalysatoren voor de petrochemische industrie.
Sinds 2023 gebruikt Albemarle de naam Ketjen weer voor het bedrijfsonderdeel dat chemische katalysatoren maakt, waaronder in de vestiging in Amsterdam-Noord.

## Transport
Transport gebeurde aanvankelijk in glazen mandflessen die nogal eens braken. Reeds voor 1900 besloot men stalen vaten van 300 liter te gaan gebruiken. Omstreeks 1916 werd op een binnenvaartschip, de 'Pluto', een stoomketel gemonteerd waarin men als een soort tanker het zwavelzuur kon vervoeren. De Pluto zonk al op de eerste reis in de buurt van Gouda na een aanvaring. Ze kon uiteindelijk zonder milieuschade worden gelicht. De volgende Ketjen-schepen heetten alle Elisabeth, naar de dochter van Lambert Ketjen. Later zijn ook de Nieuwendam en de Ransdorp gebruikt voor het vervoer van zwavelzuur.

## Handel
Ketjen verhandelde het zwavelzuur dat vrijkwam van de zinkfabriek te Balen en de zinkfabriek van Overpelt. Hier werd zinkblende (ZnS) verwerkt waarbij veel zwavelzuur vrijkwam. Het ging om 25 à 50 kiloton per jaar, die vervoerd werd over de Zuid-Willemsvaart.

## Proces
De oorspronkelijke grondstof was pyriet (FeS2). Werken met pyriet was gevaarlijk, gezien de verspreiding van stof het arseengehalte ervan. Het pyriet werd geroost waardoor ijzeroxide en zwaveldioxide werd gevormd.
Dit laatste werd omgezet in zwavelzuur volgens het lodenkamerproces (kamerzuur of acide fatale). Na 1901 werd het efficiëntere contactproces toegepast (contactzuur of acide sulfurique-dilué).
Naast pyriet werd ook zwavelhoudende ijzeraarde gebruikt. Dit was een bijproduct van gasfabrieken. Het daar geproduceerde gas werd door ijzeraarde (Fe(OH)3) geleid, waarbij zwavelijzer (FeS) ontstond. Deze ijzeraarde rook zeer sterk naar het toegevoegde mercaptaan.
Toen in 1951 een katalysatorfabriek werd gebouwd, kon het pyriet niet langer worden gebruikt, gezien het vele stof dat daarbij vrijkwam. In 1960 werd overgegaan op zwavel als grondstof.

## Voetbal
Binnen de geschiedenis van de Ketjens zwavelzuurfabriek neemt de voetbalvereniging KMVZ, oftewel 'Kantoorpersoneel Maatschappij voor Zwavelzuurbereiding', een bijzondere plaats in. Opgericht in 1929, bood KMVZ een sportieve uitlaatklep voor de medewerkers van de fabriek, waarbij een opvallende dynamiek tussen de 'weekgelders' en 'maandgelders' aanleiding gaf tot de formatie van het team. De fabrieksleiding ondersteunde dit initiatief door een speelveld te faciliteren tussen het Ir. Vliegenbos en het fabrieksterrein aan het IJ, tot stand gekomen door de inspanningen van de werknemers zelf.
In de beginjaren worstelde de club met de uitdagingen van de oprichting, maar al snel ontwikkelde KMVZ zich tot een gevestigde naam in de Amsterdamse voetbalwereld. De jaren '30 werden gekenmerkt door het eerste kampioenschap van de club, waarbij de barre speelomstandigheden op het thuisveld, bekend als 'De Hel van Ketjen', bijdroegen aan het succes. Deze successen werden niet alleen veroorzaakt door de speelomstandigheden maar waren ook een bewijs van de voetbalkwaliteiten van de KMVZ'ers.
De Tweede Wereldoorlog bracht significante uitdagingen voor KMVZ, net als voor de rest van de samenleving. Ondanks de moeilijke omstandigheden wist een toegewijd groepje leden de club voort te zetten. Deze periode zag ook een grote herstructurering van het Nederlandse voetbal, waarbij KMVZ, onder druk van de bezetter, opging in de Nederlandse Voetbal Bond (NVB).
Na de oorlog kende KMVZ een periode van heropleving en groei. Het ledenaantal nam snel toe, wat het mogelijk maakte om voor het eerst met twee elftallen aan de competitie deel te nemen. Deze tijd markeerde ook de start van een jeugdafdeling, essentieel voor de toekomst van de club. In de daaropvolgende decennia onderging KMVZ verdere ontwikkelingen en moderniseringen, en versterkte het zijn sociale rol binnen de fabrieksgemeenschap. Met nieuwe clubkleuren en het predicaat 'koninklijke' onderstreepte KMVZ haar prominente status zowel op het veld als in de lokale gemeenschap.

## Milieu
Overlast van ontsnappende zwaveldampen uit het pand aan de Trapjesschans verjoegen ooit de toeschouwers uit de toenmalige houten Stadsschouwburg. Nadat het bedrijf naar de Overtoom verhuisde, waren het de tuinders in de omgeving die regelmatig hun groenten door giftige dampen en zwavelhoudende neerslag zagen verdorren. Het bedrijf was genoodzaakt schadevergoedingen aan de gedupeerde tuinders te betalen, een situatie die jarenlang heeft voortgeduurd.

## Chronologie
- 1835 - Oprichting door firmanten G.H. Ketjen, B. Tideman en J.L. Jarman.
- 1860 - Firma G.H. Ketjen wordt de nv Maatschappij voor Zwavelzuurbereiding v/h G.T. Ketjen & Co.
- 1881 - Overname van de in 1863 door Mouthaan opgerichte zwavelzuurfabriek te Uithoorn.
- 1900 - Bouw zwavelzuurfabriek aan het IJ. Verhuizing uit de bebouwde kom.
- 1914 - Ingebruikname zoutzuurfabriek.
- 1916 - Sluiting van de zwavelzuurfabriek in Uithoorn en productie verplaatsing naar Amsterdam-Noord.
- 1929 - Voetbalvereniging voor kantoorpersoneel (K.M.V.Z., opgegaan in s.v. Kadoelen).
- 1930 - Oprichting Nederlandse Kleurstoffenfabriek, een proefinstallatie te Naarden. Men produceerde natriumsulfiet en natriumhydrosulfiet voor de kunstzijde-industrie en leerlooierijen, kristalsoda en mangaansulfaat. Na omstreeks 1933 werd de productie naar Amsterdam gebracht.
- 1935 - 100-jaar Ketjen (koninklijk predicaat?).
- 1937 - Uitbreiding zwavelzuurfabriek tot de grootste in Europa. Men maakt ook
- 1941 - Productie van ruwe bruine suiker en sacharine, als surrogaat.
- 1943 - Een geallieerd bombardement op 28 juli doet duizenden tonnen zwavelzuur in het IJ belanden.
- 1944 - Duitsers leggen in september de productie lam.
- 1945 - Productie start weer op in oktober.
- 1953 - Bouw katalysatorfabriek. Spoorpont over het IJ. Verdere uitbreidingen zwavelzuurfabriek.
- 1962 - Fusie met Koninklijke Nederlandse Zoutindustrie tot Koninklijke Zout Ketjen (KZK).
- 1967 - Ketjen wordt onderdeel van Koninklijke Zout Organon en uiteindelijk van AKZO (het latere AkzoNobel).
- 1970 - Joint venture met Sumitomo Mining co.: 'Nippon Ketjen Co.', thans onderdeel Albemarle Catalysts.
- 1978 - Na tal van investeringen in voorgaande jaren en vier jaar lang verlies te hebben geleden werd er gereorganiseerd en afgeslankt.
- 2000 - Akzo verkoopt zwavelzuurfabriek aan PVS Chemicals uit België.
- 2004 - Faillissement PVS Chemicals Holland BV. AkzoNobel neemt de boedel over.
- 2004 - Albemarle Catalysts uit de VS neemt de katalysatorfabrieken van AkzoNobel over.